# Steffi Nerius

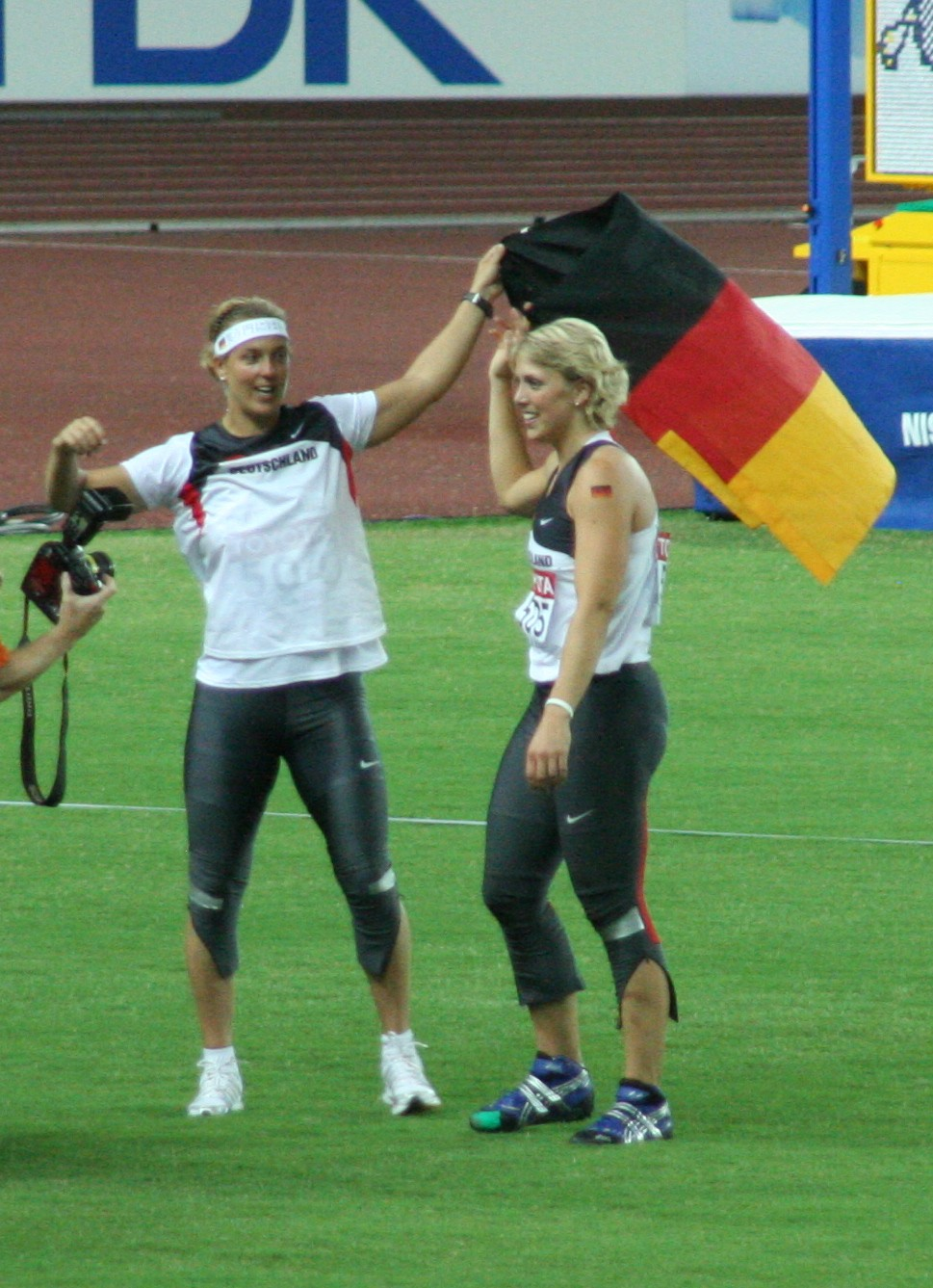
Steffi Nerius (po lewej) z Christiną Obergföll podczas mistrzostw świata 2007

Steffi Nerius (ur. 1 lipca 1972 w Bergen auf Rügen) – niemiecka lekkoatletka, która specjalizowała się w rzucie oszczepem. Czterokrotna olimpijka (1996-2008), w tym medalistka olimpijska z 2004 roku.
Początkowo uprawiała siatkówkę. Ponieważ była zbyt niska postanowiła zmienić dyscyplinę. Zaczęła startować w zawodach lekkoatletycznych w rzucie oszczepem. Jej matka była również oszczepniczką. Nerius odnosiła sukcesy jako juniorka (3. miejsce na mistrzostwach Europy), ale przez całe lata 90. nie mogła odnaleźć się w gronie seniorów.
Przełomem w jej karierze był start na igrzyskach olimpijskich w Sydney w 2000, gdzie zajęła 4. miejsce. Od tej pory na większości z ważniejszych zawodach międzynarodowych zajmuje wysokie, również medalowe miejsca. Jej największe osiągnięcie to srebrny medal igrzysk olimpijskich w Atenach w 2004. Zdobywała również złoto mistrzostw świata (2009), trzy brązowe medale podczas tej imprezy (2003, 2005 i 2007). W dorobku ma również krążki mistrzostw Europy (srebrny w 2002 i złoty w 2006). Jej najlepszy wynik w rzucie oszczepem wynoszący 68,34 m uzyskała 31 sierpnia 2008 roku w Elstal.
We wrześniu 2009 ogłosiła zakończenie kariery. Oszczepniczka nie ukrywa swojego homoseksualizmu

## Osiągnięcia
| Rok  | Impreza                        | Miejsce           | Lokata            | Wynik |
| ---- | ------------------------------ | ----------------- | ----------------- | ----- |
| 1991 | Mistrzostwa Europy juniorów    | Saloniki          | 3. miejsce        | 54,60 |
| 1992 | Puchar świata                  | Hawana            | 6. miejsce        | 56,24 |
| 1993 | Mistrzostwa świata             | Stuttgart         | 9. miejsce        | 60,26 |
| 1995 | Superliga pucharu Europy       | Villeneuve-d’Ascq | 1. miejsce        | 68,42 |
| 1995 | Mistrzostwa świata             | Göteborg          | 11. miejsce       | 56,50 |
| 1996 | Igrzyska olimpijskie           | Atlanta           | 9. miejsce        | 60,20 |
| 1998 | Mistrzostwa Europy             | Budapeszt         | 6. miejsce        | 62,08 |
| 1998 | Finał Grand Prix IAAF          | Moskwa            | 8. miejsce        | 61,78 |
| 1999 | Mistrzostwa świata             | Sewilla           | el. – 12. miejsce | 58,43 |
| 2000 | Igrzyska olimpijskie           | Sydney            | 4. miejsce        | 64,84 |
| 2000 | Finał Grand Prix IAAF          | Doha              | 5. miejsce        | 62,84 |
| 2001 | Superliga pucharu Europy       | Brema             | 2. miejsce        | 63,12 |
| 2001 | Mistrzostwa świata             | Edmonton          | 5. miejsce        | 62,08 |
| 2002 | Superliga pucharu Europy       | Annecy            | 3. miejsce        | 59,98 |
| 2002 | Mistrzostwa Europy             | Monachium         | 2. miejsce        | 64,09 |
| 2002 | Finał Grand Prix IAAF          | Paryż             | 4. miejsce        | 62,01 |
| 2002 | Puchar świata                  | Madryt            | 4. miejsce        | 57,81 |
| 2003 | Superliga pucharu Europy       | Florencja         | 1. miejsce        | 63,30 |
| 2003 | Mistrzostwa świata             | Paryż             | 3. miejsce        | 62,70 |
| 2003 | Światowy finał lekkoatletyczny | Monako            | 2. miejsce        | 64,25 |
| 2004 | Superliga pucharu Europy       | Bydgoszcz         | 2. miejsce        | 59,42 |
| 2004 | Igrzyska olimpijskie           | Ateny             | 2. miejsce        | 65,82 |
| 2004 | Światowy finał lekkoatletyczny | Monako            | 3. miejsce        | 61,16 |
| 2005 | Zimowy puchar Europy           | Mersin            | 1. miejsce        | 61,01 |
| 2005 | Superliga pucharu Europy       | Florencja         | 1. miejsce        | 64,59 |
| 2005 | Mistrzostwa świata             | Helsinki          | 3. miejsce        | 65,96 |
| 2005 | Światowy finał lekkoatletyczny | Monako            | 2. miejsce        | 66,35 |
| 2006 | Mistrzostwa Europy             | Göteborg          | 1. miejsce        | 65,82 |
| 2006 | Światowy finał lekkoatletyczny | Stuttgart         | 2. miejsce        | 65.06 |
| 2006 | Puchar świata                  | Ateny             | 1. miejsce        | 63,37 |
| 2007 | Zimowy puchar Europy           | Jałta             | 1. miejsce        | 63,14 |
| 2007 | Mistrzostwa świata             | Osaka             | 3. miejsce        | 64,42 |
| 2007 | Światowy finał lekkoatletyczny | Stuttgart         | 2. miejsce        | 64,90 |
| 2008 | Igrzyska olimpijskie           | Pekin             | 5. miejsce        | 65,29 |
| 2008 | Światowy finał lekkoatletyczny | Stuttgart         | 3. miejsce        | 62,78 |
| 2009 | Mistrzostwa świata             | Berlin            | 1. miejsce        | 67,30 |
| 2009 | Światowy finał lekkoatletyczny | Saloniki          | 3. miejsce        | 62,59 |

## Odznaczenia
- Order Zasługi Nadrenii Północnej-Westfalii